# Председнички избори у Србији 2003.
Дана 16. новембра 2003. су одржани неуспели избори за председника Републике Србије. Након истека мандата председника Милана Милутиновића, био је ово трећи покушај да се изабере председник Србије.

## Расписивање избора и исход
Изборе за председника Републике Србије је 17. септембра расписала Наташа Мићић, председница Народне скупштине и вршилац дужности председника Републике.
Према изборном закону који је важио за ове изборе, за успех избора захтевала се излазност од преко 50% уписаних бирача једино у првом кругу избора, док би евентуални други круг био сматран успешним без обзира на излазност. Како, међутим, ни овај услов није био задовољен, ови су избори проглашени неуспелим.
Позив на бојкот избора су упутиле странке ДСС, Г17+, СПО и СПС.
Србија је председника изабрала тек јуна 2004. године, након што је и сасвим укинут захтев за излазношћу бирача. 

## Резултати
Право гласа је имало 6.506.505 грађана уписаних у бирачки списак. Гласало је њих 2.523.889 (38,79%), при чему је било 2.437.711 (96,59%) важећих и 86.178 (3,41%) неважећих гласачких листића. Укупно је одштампано 6.508.249 гласачких листића; од овог броја, на биралишта је изашло 2.524.522 (38,80% уписаних) бирача, а остало је неупотребљено 3.983.727 листића.
Гласало се на 8.581 утврђеном бирачком месту. Обрађени су резултати са 8.577 бирачких места.
| Р | Л |  | Кандидат                    | Предлагач                                                 | Гласова   | %     |
| - | - |  | --------------------------- | --------------------------------------------------------- | --------- | ----- |
| 1 | 4 |  | Томислав Николић            | Српска радикална странка                                  | 1.166.896 | 46,23 |
| 2 | 3 |  | проф. др Драгољуб Мићуновић | Демократска опозиција Србије                              | 893.906   | 35,42 |
| 3 | 2 |  | Велимир Илић                | Политичка организација за демократске промене Нова Србија | 229.229   | 9,08  |
| 4 | 5 |  | Маријан Ристичевић          | Народна сељачка странка                                   | 72.105    | 2,86  |
| 5 | 6 |  | Драган С. Томић             | Социјалистичка народна странка                            | 54.703    | 2,17  |
| 6 | 1 |  | Радослав Авлијаш            | Демократска странка Отаџбина                              | 20.872    | 0,83  |